# Dassarètia
Dassarètia (en grec antic Δασσαρήτις) era el país dels dassarets (en llatí dassaretes, en grec Δασσαρήτιοι), un poble il·liri de la vall del llac Licnitis i les planes de l'actual Korçë.
El país era muntanyós a l'est mentre a l'oest era pla. Probablement incloïa Berat (l'antiga Antipàtria) i la zona muntanyosa entre Berat i Korçë. Darrere de les muntanyes vivien els taulantis, bil·lins i caons de l'Epir. Al nord vivien els eordets i els penestes i una part dels taulantis, i a l'est les muntanyes feien frontera amb el país dels pelagons, brigis o orestes.
El cònsol romà Publi Sulpici Galba Màxim a la campanya de l'any 200 aC contra el rei Filip V de Macedònia va sortir d'Apol·lònia, va passar per Dassarètia i va arribar al districte dels Lincestes. Quant es va signar la pau després de la batalla de Cinoscèfales, la Dassarètia, amb capital a Lícnidos, se li va donar al príncep il·liri Pleurat, fill d'Escerdílides, que s'havia enfrontat amb Filip de Macedònia, segons Titus Livi.
Les ciutats principals eren Lícnidos, Gerrunium, Antipàtria (Berat) (les tres de la tribu dels fobeats), Orgessus (de la tribu dels pissantinis), Corragum, Codrion, Ilium, Creonium, Gerus, Enquelaria, Cerax, Sation i Boii.